# Eiskunstlauf-Europameisterschaft 1908
Die 14. Eiskunstlauf-Europameisterschaft fand am 18. Januar 1908 in Warschau statt.

## Ergebnis

### Herren
| Platz | Sportler              | Land       |
| ----- | --------------------- | ---------- |
| 1     | Ernst Herz            | Österreich |
| 2     | Nikolai Panin         | Russland   |
| 3     | Henryk Przedrzymirski | Österreich |

Punktrichter:
- Ludwig Fänner  Österreich
- Z. Goebel  Russland
- K. Bevensee  Österreich
- S. Uleniecki  Österreich
- P. Weryho  Russland

## Quelle
- European figure skating championships 1900–1909. Skatabase, archiviert vom Original am 11. Oktober 2008; abgerufen am 18. Mai 2018 (englisch).